# 큰대나무쥐
큰대나무쥐(Rhizomys sumatrensis)는 소경쥐과에 속하는 설치류의 일종이다. 수마트라쥐 또는 인도말레이쥐로도 불린다. 캄보디아와 중국, 인도네시아, 라오스, 말레이시아, 태국 그리고 베트남에서 발견된다. 4종의 대나무쥐의 하나이다. 몸길이는 최대 50cm이고 꼬리 길이는 약 20cm, 몸무게는 최대 4kg이다.
일반적으로 먹이는 대나무 뿌리지만, 재배된 카사바와 사탕수수를 먹기도 한다. 그리고 큰대나무쥐는 사람들에게 식용으로 사냥이 된다. 질병을 일으키는 곰팡이 Penicillium marneffei의 자연 숙주이다. 아서 코난 도일의 공상 소설에 등장하는 신비한 수마트라큰쥐의 원래 모델로 셜록키안 학자들에 의해 인정된 여러 대형 아시아 쥐들 중의 하나이다.

## 그림

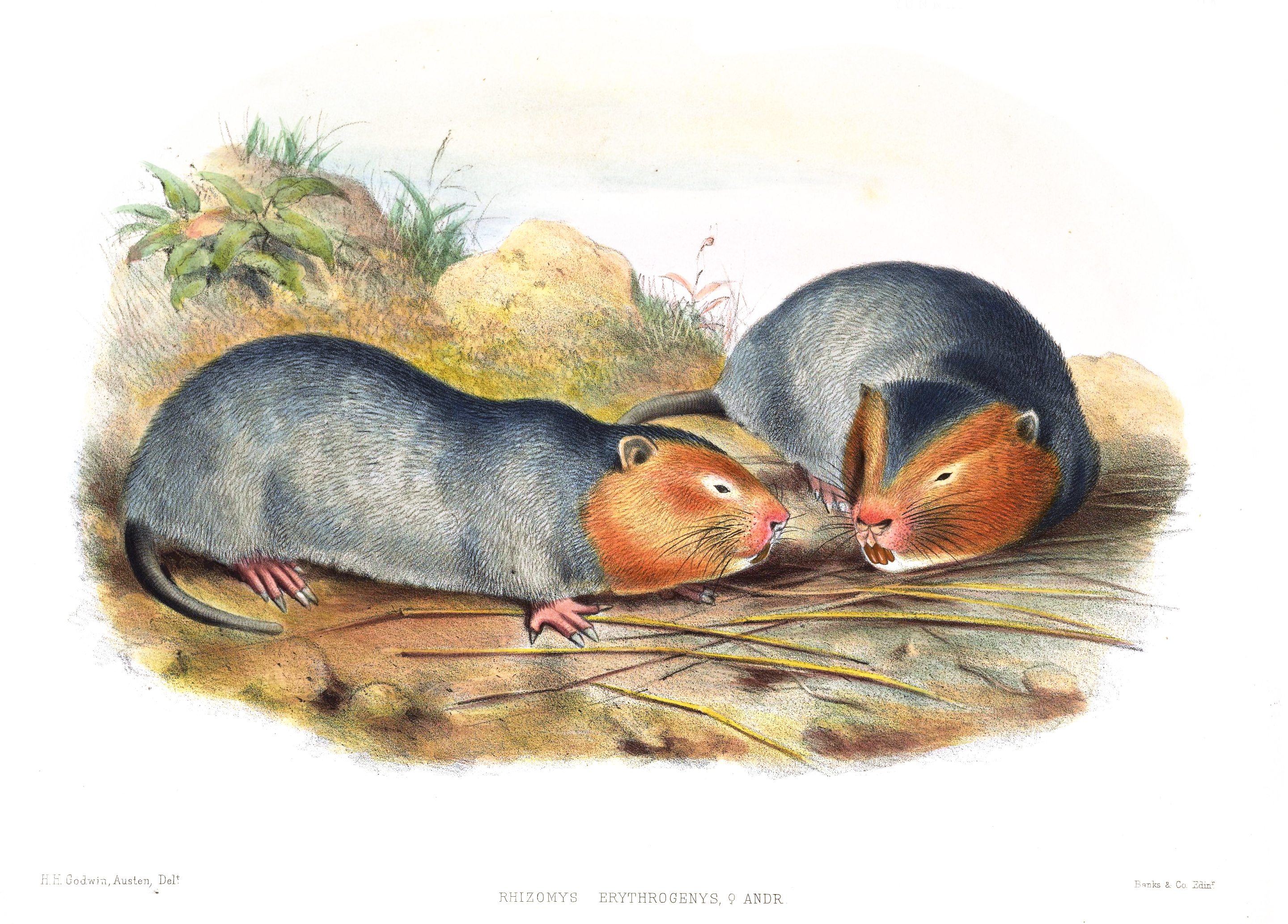
R. s. erythrogenys 암컷